# たべっ子どうぶつ
たべっ子どうぶつ（たべっこどうぶつ）は、ギンビスが発売しているビスケット菓子で、同社のロングセラー商品のひとつ。
ただし、「たべっ子どうぶつ スナック」は名称通りスナック菓子になる。

## 概要
動物を形どった一口サイズの薄焼きビスケット。卵不使用で、カルシウム・DHAが入っている。北海道産バター、カナダ産ハチミツやメープルを使用。
動物の絵柄と形は、哺乳類と鳥類、亀から成り立っており、その動物名の英語名が大文字で、片面（焼き目が付いた表面）にプリントされている。
発売開始は1978年（昭和53年）といわれ、発売当初からのパッケージイラストはイラストレーターのはらJINが担当。
当初は箱入りの「バター味」「のり味」の2種類だったが、現在では色々な種類がある。コラボ商品や期間限定パッケージでの販売もされる。2023年には発売45周年を記念して発売当時のパッケージを忠実に再現した「復刻版 たべっ子どうぶつ チーズ味」が期間限定で発売された。
1979年第18回モンドセレクション金賞受賞。それ以降もさまざまなレパートリーのものが同賞を受賞している。
2012年に発売された「たべっ子どうぶつ厚焼きビスケット保存缶」のパッケージには、防災頭巾やヘルメットをかぶった動物キャラクターが描かれている。
海の生物（計47種類）を扱った姉妹品の「たべっ子水族館」（たべっこすいぞくかん）がある。
2016年、テレビアニメ「ジョジョの奇妙な冒険 3rd Season『ダイヤモンドは砕けない』」 第22話において、本製品が忠実に描かれて公式に登場した。
2019年にはギンビスが5月5日を「たべっ子どうぶつの日」に制定。
2024年3月26日に初の公式パズルゲームアプリ『たべっ子どうぶつTime』をリリースした。
2024年4月15日、発売45周年を記念して、作詞家の秋元康を総合プロデューサーに迎え、キッズ音楽ユニットを結成することを発表。小学1年生から中学1年生を対象としたオーディションを実施し、2024年秋にビクターエンタテインメントからのメジャーデビューが決定した。同年8月2日、「歌とダンスが大好きな9人の小学生」で構成された「たべっ子キッズ」が誕生し、9月24日、1stシングル『ツブウド・コッベタ』が発売された（たべっ子キッズについては後述）。

## ビスケットの種類
下記には、現在発売されていないものも含まれる。
コアラを含めた計47種類か18種類、またはコアラを含めない46種類の動物名がプリントされている商品に分類される。
冬季限定で「バター味」にチョコがコーティングされた「チョコビスケット」がある。
コアラが入らない、46種類
- 「バター味」（箱の表側にはキリンとワニもいるが、首やしっぽが長くて割れやすいため、どちらもラインナップには入っていない[9]。裏側には46種類の動物名リストが書かれている）
- 「バター味6P」「バター味5連」
- 「ミックス」（バター味5袋とハニーバター味5袋の計10パックが手持ち付大箱に入っており、箱の両脇にはイラストと英名のみで46種類の動物リスト）
- 「チョコビスケット」
- 「チョコビスケット5P」「チョコビスケット4連」
- 「たべっ子どうぶつ おやさい」[公 2]
- 「たべっ子どうぶつ おやさい 6P」[公 3]

コアラを含めた、47種類
- 「たべっ子どうぶつ 3Dスナック」
- 「動物四十七士[10][公 4][注 2]」（裏側には47種類の動物名リスト）

コアラを含めた、18種類のみが選抜
- 「MINIたべっ子どうぶつ メープルバター味」
- 「MINIたべっ子どうぶつメープルバター味5連」
- 「MINIたべっ子どうぶつ メープル&チョコ」
- 「たべっ子どうぶつ スナック うすしお味」
- 「たべっ子BABY[公 5]」

|    | 英語        | 日本語         | 類 | 18 | 向き |
| -- | ----------- | -------------- | -- | -- | ---- |
| 1  | BAT         | こうもり       |    |    |      |
| 2  | BEAR        | くま           |    | ●  |      |
| 3  | CAMEL       | らくだ         |    | ●  |      |
| 4  | CAT         | ねこ           |    | ●  |      |
| 5  | COCK        | おんどり       | 鳥 | ●  |      |
| 6  | COW         | めうし         |    |    |      |
| 7  | DEER        | しか           |    | ●  |      |
| 8  | DOG         | いぬ           |    | ●  |      |
| 9  | DUCK        | あひる         | 鳥 | ●  |      |
| 10 | EAGLE       | わし           | 鳥 |    | 縦   |
| 11 | ELEPHANT    | ぞう           |    |    |      |
| 12 | FOX         | きつね         |    |    |      |
| 13 | FURSEAL     | おっとせい     |    |    |      |
| 14 | GOAT        | やぎ           |    |    |      |
| 15 | HAWK        | たか           | 鳥 |    | 縦   |
| 16 | HEN         | めんどり       | 鳥 |    |      |
| 17 | HIPPO       | かば           |    | ●  |      |
| 18 | HORN-OWL    | みみずく       | 鳥 |    | 縦   |
| 19 | HORSE       | うま           |    | ●  |      |
| 20 | LEOPARD     | ひょう         |    |    |      |
| 21 | LION        | らいおん       |    | ●  |      |
| 22 | LYNX        | おおやまねこ   |    |    |      |
| 23 | MACAW       | いんこ         | 鳥 |    | 縦   |
| 24 | M, DUCK     | おしどり       | 鳥 |    |      |
| 25 | MONKEY      | さる           |    |    | 縦   |
| 26 | OX          | おうし         |    | ●  |      |
| 27 | PANDA       | ぱんだ         |    | ●  | 縦   |
| 28 | PARROT      | おうむ         | 鳥 |    | 縦   |
| 29 | PEAFOWL     | くじゃく       | 鳥 |    | 縦   |
| 30 | PENGUIN     | ぺんぎん       | 鳥 | ●  | 縦   |
| 31 | PELICAN     | ぺりかん       | 鳥 |    |      |
| 32 | PIGEON      | はと           | 鳥 | ●  |      |
| 33 | POLAR・BEAR | ほっきょくぐま |    |    |      |
| 34 | PORCUPINE   | やまあらし     |    |    |      |
| 35 | RAT／MOUSE  | ねずみ         |    |    |      |
| 36 | RABBIT      | うさぎ         |    | ●  |      |
| 37 | RACCOON     | あらいぐま     |    |    |      |
| 38 | RHINOCEROS  | さい           |    |    |      |
| 39 | ROOSTER     | おんどり       | 鳥 |    |      |
| 40 | SHEEP       | ひつじ         |    | ●  |      |
| 41 | SPARROW     | すずめ         | 鳥 |    |      |
| 42 | SQUIRREL    | りす           |    |    | 縦   |
| 43 | TAPIR       | ばく           |    |    |      |
| 44 | TIGER       | とら           |    | ●  |      |
| 45 | TORTOISE    | かめ           | 爬 |    |      |
| 46 | WILDBOAR    | いのしし       |    |    |      |
| 47 | WOLF        | おおかみ       |    |    |      |
| -  | KOALA       | こあら         |    | ●  | 縦   |

## 日本国外での販売
世界20か国以上で販売されている。
中国での商品名は愉快動物餅とParty Animals。現地で1998年から発売されている。金必氏四洲食品（汕头）有限公司（Ginbis Four Seas Foods（Shantou）Co., Ltd.）による生産である。
「バター味」の他、2014年現在日本で販売されていない「のり味」「あずき味」「バナナミルク味」「ココナッツ味」もある。

## 書籍
- たべっ子どうぶつ FAN BOOK（2021年5月24日、宝島社、ISBN 978-4299015877）
- たべっ子どうぶつ 占いBOOK（2023年4月28日、双葉社、ISBN 978-4575317985） - 監修：青木良文
- だいすき!たべっ子どうぶつ 公式ブック（2024年7月29日、太田出版、ISBN 978-4778319502）

## 劇場アニメ
『たべっ子どうぶつ THE MOVIE』のタイトルで全国松竹東急系映画館ほかにて2025年5月1日より公開。
TBSテレビ・クロックワークス共同配給。アニメーション制作はマーザ・アニメーションプラネット。たべっ子どうぶつに描かれているキャラクターをモチーフとしたアニメ映画作品。監督は竹清仁、脚本は池田テツヒロ。主演はらいおんくん。

### キャスト
- らいおんくん - 松田元太（Travis Japan）[14][17]
- ぞうくん - 水上恒司[17]
- ぺがさすちゃん - 髙石あかり[17]
- さるくん - 藤森慎吾[17]
- かばちゃん - 蒼井翔太[17]
- うさぎちゃん - 小澤亜李[17]
- ねこちゃん - 水瀬いのり[17]
- きりんちゃん - 東山奈央[17]
- わにくん - 立木文彦[17]
- ひよこちゃん - 間宮くるみ[17]
- ペロ - 大野りりあな[17]
- ゴッチャン - 関智一[17]
- マッカロン教授 - 大塚明夫[17]
- キングゴットン - 大塚芳忠[17]
- スリーポリンキーズ - 速水奨[18]

### スタッフ
- 原作 - ギンビス
- 監督 - 竹清仁
- 脚本 - 池田テツヒロ
- 企画・プロデュース - 須藤孝太郎
- クリエイティブプロデューサー - 小荒井梨湖
- 音楽 - 羽柴吟
- 音響制作 - グロービジョン
- 音響監督 - 横田知加子
- アニメーションプロデューサー - 宇井正人
- CGスーパーバイザー - 堺井洋介
- アートディレクター - 亀井清明
- ラインプロデューサー - 髙橋弘樹
- 宣伝プロデューサー - 徳安慶憲
- 宣伝プロデュース - KICCORIT
- アニメーション制作 - マーザ・アニメーションプラネット
- 音楽制作・製作幹事 - TBSテレビ
- 配給 - クロックワークス・TBSテレビ

### ムビチケカード(前売券)特典・入場者特典
ムビチケカード特典
- たべっ子MOVIE戦闘力ゼロ？ステッカー(ランダム10種)

入場者特典
- 第一弾 スイーツランドボックス(ランダム5種)
- 第二弾 たべっ子MOVIEデコレーションステッカー
- 第三弾＆第四弾 たべっ⼦MOVIEインテリアミニフィギュア(ランダム10種)

## たべっ子キッズ
たべっ子キッズは、たべっ子どうぶつ発売45周年を記念し、秋元康総合プロデュースにより結成された9人の小学生による音楽ユニット。
小学1年生から中学1年生を対象としたオーディションが実施され、小学1年生から小学6年生までの9人による男女混合ユニットが結成された。
2024年8月2日、秋元が作詞するデビューシングル『ツブウド・コッベタ』のリリースが発表され、9月24日のシングルCD発売に先駆け、8月20日にTikTokでの先行配信、9月4日に各音楽配信サービスでのリリースが決定した。この曲は「たべっ子どうぶつ」初の公式パズルゲームアプリ「たべっ子どうぶつTime」の主題歌に決定している。
総合プロデューサーの秋元康は、「プロデュースをお受けすることにした時に思ったのは、『子どもの頃に覚えた曲は、大人になっても、時々、口ずさんでいる』ということです。ですから、『たべっ子どうぶつ』のように、⻑く愛される歌を作ろうと思いました」とプロデュースの意図を語っている。なお、秋元が小学生で構成されるユニットをプロデュースするのは、ねずみっ子クラブ以来、32年ぶりである。

### メンバー
メンバーの情報は、公式サイトによる。
| メンバー | ふりがな | 年齢（学年）      | 趣味・特技           | 好きな食べ物             |
| -------- | -------- | ----------------- | -------------------- | ------------------------ |
| AKKUN    | あっくん | 7歳（小学2年生）  | ドッジボール         | カレー                   |
| KOMARI   | こまり   | 11歳（小学6年生） | 漫画、アニメ、ゲーム | クリームシチュー         |
| LINO     | りの     | 9歳（小学4年生）  | アクロバット         | オムライス（とろとろ系） |
| HAYATO   | はやと   | 9歳（小学4年生）  | サッカー             | グミ                     |
| SAYA     | さや     | 6歳（小学1年生）  | お絵描き             | ハンバーグ               |
| RILA     | りら     | 11歳（小学5年生） | 口笛、動物研究       | お肉                     |
| TOMA     | とうま   | 7歳（小学2年生）  | 公園で虫取り         | お寿司（マグロユッケ）   |
| KOTONE   | ことね   | 8歳（小学3年生）  | メイク研究           | きゅうり                 |
| RIIKU    | りいく   | 11歳（小学5年生） | ドラマ鑑賞           | お寿司（サーモン）       |

### ディスコグラフィ

#### シングル
- ツブウド・コッベタ（2024年9月24日、ビクターエンタテインメント）VICL-37749[21]

作詞：秋元康 / 作曲：奥田もとい / 編曲：野中“まさ”雄一